# Bộ Ưng
Bộ Ưng (danh pháp khoa học: Accipitriformes) là một bộ chim ăn thịt bao gồm phần lớn các loài chim săn mồi ban ngày như diều hâu, đại bàng, kền kền và nhiều loài khác nữa, với tổng cộng khoảng 263 loài.

## Bộ Ưng và bộ Cắt
Trong quá khứ người ta có xu hướng thường gộp tất cả các loài chim săn mồi với các loài trong họ Cắt (Falconidae), bao gồm các loài chim cắt và caracara) vào bộ Cắt (Falconiformes). Khi tất cả các loài chim ăn thịt săn mồi ban ngày được coi như là một bộ duy nhất, thì bộ Cắt nghĩa rộng (Falconiformes sensu lato) bao gồm khoảng 329 loài. Tuy nhiên, một số tác giả vẫn nghi ngờ về tính đơn ngành của bộ Cắt nghĩa rộng và công nhận sự tồn tại của bộ Ưng.
Nếu các loài chim cắt và các đồng minh của chúng được cho là đủ khác biệt để tách riêng như một bộ độc lập, thì bộ Cắt nghĩa hẹp (Falconiformes sensu stricto) chỉ bao gồm khoảng 66 loài chim cắt trong họ Cắt (Falconidae), còn các họ còn lại trở thành một phần của bộ Ưng (Accipitriformes).
Nghiên cứu DNA gần đây chỉ ra rằng các loài cắt không có quan hệ họ hàng gần với các loài chim săn mồi còn lại, thay vì thế chúng có quan hệ họ hàng gần với các loài vẹt (Psittaciformes) và sẻ (Passeriformes), trong khi các họ Pandionidae và Sagittariidae là có quan hệ họ hàng gần nhất với họ Accipitridae, và chúng tạo thành một nhánh đơn ngành. Kể từ đó sự tách ra (nhưng không phải là vị trí của cắt cận kề với vẹt và sẻ) đã được các tổ chức có uy tín về điểu học như Ủy ban Phân loại Nam Mỹ (SACC), Ủy ban Phân loại Bắc Mỹ (NACC) trực thuộc Hiệp hội các nhà điểu học châu Mỹ (AOU) và Đại hội Điểu học Quốc tế (IOC) công nhận.
Đề xuất dựa trên DNA cũng như các phân loại của NACC và IOC gộp các loài kền kền Tân thế giới vào bộ Accipitriformes. Cách tiếp cận này được tuân theo trong bài này. Phân loại của SACC tách kền kền Tân thế giới thành bộ riêng gọi là Cathartiformes. Vị trí phân loại của kền kền Tân thế giới đã từng không rõ ràng kể từ đầu thập niên 1990, với một số học giả từng đặt kền kền Tân thế giới trong bộ Ciconiiformes; trên cơ sở một số chứng cứ nghiên cứu phân tử, hình thái và hành vi cho thấy chúng có quan hệ họ hàng gần gũi với các loài cò hơn là với họ Accipitridae.

## Phân loại
Các loài ưng biển có nhiều điểm tương tự như họ Accipitridae và thông thường cũng hay được coi như là các thành viên của họ này. Tuy vậy, do chúng cũng có nhiều điểm khác biệt rõ ràng, nên người ta cũng đặt nó trong một họ riêng là họ Pandionidae.
- Họ Cathartidae: Kền kền Tân thế giới. Có thể tách thành bộ riêng (Cathartiformes). 5 chi và 7 loài.
- Họ Pandionidae: Ưng biển, ó cá. 1 chi, 1-2 loài. Pandion cristatus được tách ra từ P. haliaetus (theo Wink và ctv. 2004[11], Christidis & Boles 2008[12] thì là 3-4 loài), hiện tại IOC công nhận 2 loài[13], nhưng BirdLife International (2011) lại không công nhận[14].
- Họ Accipitridae: Ưng, diều hâu, đại bàng, ó buteo, kền kền Cựu thế giới, diều, diều mướp và các đồng minh (cắt-không thực thụ). 65-70 chi và 253 loài.
- Họ Sagittariidae: Diều ăn rắn. 1 chi, 1 loài.
- †Horusornithidae

## Phát sinh chủng loài
Cây phát sinh chủng loài trong phạm vi bộ Ưng dưới đây vẽ theo Ericson và ctv. (2006), Hackett và ctv. (2008).

|  | Sagittariidae                                                |
|  |                                                              |
|  | \| \| Pandionidae \| \| \| \| \| \| Accipitridae \| \| \| \| |
|  |                                                              |
|  | Pandionidae                                                  |
|  |                                                              |
|  | Accipitridae                                                 |
|  |                                                              |

|  | Pandionidae  |
|  |              |
|  | Accipitridae |
|  |              |

|  | Sagittariidae                                                |
|  |                                                              |
|  | \| \| Pandionidae \| \| \| \| \| \| Accipitridae \| \| \| \| |
|  |                                                              |
|  | Pandionidae                                                  |
|  |                                                              |
|  | Accipitridae                                                 |
|  |                                                              |

|  | Pandionidae  |
|  |              |
|  | Accipitridae |
|  |              |

## Đặc trưng
Các loài trong bộ Accipitriformes được biết đến từ Trung Eocen (chi có lẽ là cơ sở Masillaraptor từ mỏ đá Messel) và thông thường có mỏ hình móc cong sắc nhọn với da gốc mỏ (khối mềm) trên bề mặt đầu gần lưng, nơi chứa lỗ mũi. Các cánh của chúng dài và khá rộng, phù hợp cho kiểu bay liệng, với 4–6 lông cánh sơ cấp có khía phía ngoài.
Accipitriformes có các chân khỏe và bàn chân với các móng vuốt của chim ăn thịt và một vuốt sau mọc ngược. Gần như tất cả các loài trong bộ Accipitriformes đều là chim ăn thịt, săn mồi trong thời gian ban ngày hay vào lúc chạng vạng. Chúng có tuổi thọ cao và phần lớn có tốc độ sinh sản chậm.
Chim non có giai đoạn lớn rất nhanh kéo dài, tiếp theo là 3–8 tuần được chim bố mẹ chăm sóc tại tổ sau lần tập bay đầu tiên, và 1 tới 3 năm để thuần thục về mặt sinh dục. Chim trống và mái có kích thước khác biệt rõ nét và đôi khi chim mái to và nặng hơn chim trống tới 2 lần. Dị hình giới tính này đôi khi lên tới cực điểm ở các loài chuyên ăn thịt chim, chẳng hạn như ở các loài ưng thuộc chi Accipiter, và gần như không thấy có khác biệt ở các loài kền kền (Aegypiinae). Nói chung chúng có kiểu quan hệ một vợ một chồng (đơn phối ngẫu), mặc dù khi một con chết đi thì con còn lại có thể tìm kiếm bạn tình mới.
Bộ Accipitriformes thuộc về số các bộ có sự đa dạng nhất về kích thước, từ nhỏ như các loài chim ưng nhỏ cho tới lớn như các loài kền kền Cựu thế giới, còn thần ưng Andes (Vultur gryphus) là loài chim to lớn nhất còn sinh tồn, nếu như họ Cathartidae được gộp trong bộ này.